# Petrželový masakr
Petrželový masakr bylo masové zabíjení Haiťanů žijících na severozápadní hranici Dominikánské republiky a v částech přilehlého regionu Cibao v říjnu 1937. Vojáci Dominikánské armády provedli masakr na příkaz dominikánského diktátora Rafaela Trujilla.
V jeho důsledku byla téměř celá haitská populace u dominikánské hranice buď zabita, nebo nucena uprchnout. Mnozí zemřeli při pokusu uprchnout na Haiti přes řeku Dajabón, která obě země odděluje; vojáci je následovali do řeky, aby je zabili, takže řeka byla několik dní plná krve a mrtvol. Odhaduje se, že masakr si vyžádal životy 14 až 40 000 haitských mužů, žen a dětí.
Dominikánští vojáci udeřili na tisíce civilistů a požadovali, aby každý řekl slovo „petržel“ (španělsky perejil, výslovnost perechil). Pokud daný člověk nebyl schopen slovo vyslovit ke spokojenosti vyšetřovatelů, byl považován za Haiťana a zabit.

## Masakr

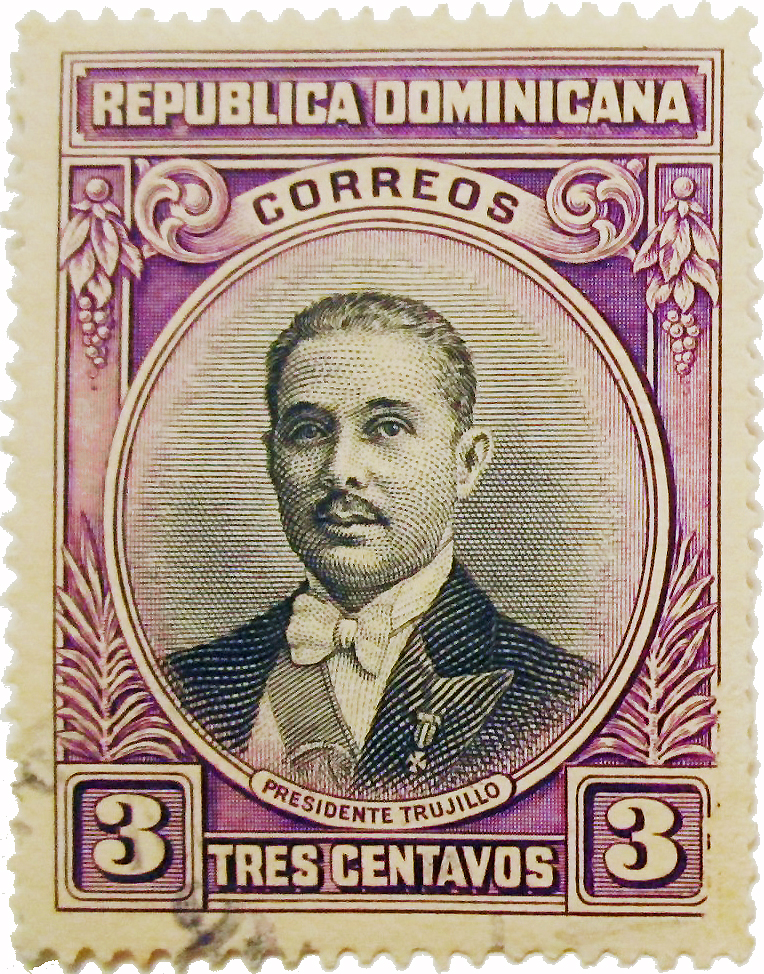
Rafael Trujillo na známce z 30. let 20. století

Dominikánský diktátor Trujillo, zaměřený proti Haiťanům, jasně vyjádřil své záměry vůči jejich komunitě v projevu, který pronesl 2. října 1937 během oslavy na jeho počest v provincii Dajabón:
| „ | Několik měsíců jsem cestoval a překračoval hranice ve všech významech tohoto slova. Viděl jsem, zkoumal a zajímal se o potřeby obyvatel. Dominikáncům, kteří si stěžovali na rabování ze strany Haiťanů žijících mezi nimi, na krádeže dobytka, zásob, ovoce atd. a kteří si tak nemohli v klidu užívat plodů své práce, jsem odpověděl: „Tohle napravím.“ A už jsme s tím začali. V Bánici je nyní tři sta mrtvých Haiťanů. A v nápravě budeme pokračovat. | “ |

Trujillo údajně jednal v reakci na zprávy o tom, že Haiťané kradli dobytek a úrodu obyvatelům dominikánského pohraničí. Armádě přikázal zabít všechny Haiťany žijící na severozápadní hranici Dominikánské republiky a v určitých částech přilehlého regionu Cibao. Mezi 2. říjnem a 8. říjnem proudily do regionu stovky dominikánských vojáků. Haiťany zabíjeli puškami, mačetami, lopatami, noži a bajonety.
Dominikánští vojáci sťali tisíce Haiťanů; další tisíce lidi odvedli do přístavu Montecristi, kde je vrhli do Atlantského oceánu, aby se utopili se svázanýma rukama a nohama. Než je hodili přes palubu, způsobili jim zranění, aby přilákali žraloky. Přeživší, kterým se podařilo vrátit se na Haiti, vyprávěli příběhy o příbuzných, kteří byli rozsekáni mačetami.
Haitsko-dominikánské vztahy byly kvůli soupeření o území a zdroje napjaté již dlouho. V letech 1910–1930 došlo k rozsáhlé migraci Haiťanů za prací do Dominikánské republiky a na Kubu. Odhaduje se, že na Kubu jich emigrovalo 200 tisíc a do Dominikánské republiky kvůli geografické blízkosti ještě více. Příliv Haiťanů vzájemné vztahy obou zemí ještě zhoršil.
Dominikánská vláda viděla volné pohraničí jako překážku z hlediska možného vytvoření revolučních skupin, které by mohly snadno uprchnout přes hranice a zároveň shromažďovat zbraně a stoupence. 

## Následky
Haitský prezident Sténio Vincent nejprve zakázal jakoukoli diskusi o masakru a 15. října vydal prohlášení, že: „dobré vztahy mezi Haiti a Dominikánskou republikou neutrpěly žádné škody“. Jeho neschopnost domáhat se spravedlnosti za zabité dělníky vyvolala po dvou letech relativního mlčení protesty v haitské metropoli Port-au-Prince. Bylo známo, že Vincent dostával od Trujillovy vlády finanční podporu. Po neúspěšném pokusu o převrat v prosinci byl haitský prezident nakonec nucen požádat o mezinárodní vyšetřování. Trujillo, který se mu nechtěl podrobit, místo toho nabídl Haiti odškodnění.
Americký prezident Franklin D. Roosevelt a haitský prezident Sténio Vincent nakonec požadovali reparace ve výši 750 tisíc dolarů, z nichž dominikánská vláda zaplatila 525 tisíc, tedy přibližně 30 dolarů za jednu oběť. Kvůli hluboce zakořeněné korupci v haitské byrokracii však přeživší dostali v průměru pouze 2 centy. V dohodě podepsané ve Washingtonu, D.C. dne 31. ledna 1938 dominikánská vláda obhajovala masakr jako odpověď na ilegální imigraci „nežádoucích“ Haiťanů a neuznala žádnou odpovědnost za vraždění.

## Počet obětí
Podle některých zdrojů při masakru na Trujillův přímý rozkaz zemřelo odhadem 20 000 Haiťanů. Přesný počet obětí však nelze stanovit. Dominikánská armáda zabíjela většinou v izolovaných oblastech, často nezůstali žádní svědci. Kromě toho bylo mnoho těl hozeno do moře, kde je sežrali žraloci, nebo pohřbeno v hromadných hrobech, ve kterých je znehodnotila kyselá půda natolik, že znemožnila forenzní vyšetřování.
Haitský prezident Élie Lescot uvedl, že masakr měl 12 168 obětí, haitský historik Jean Price-Mars uvedl 12 136 mrtvých a 2 419 zraněných. Ministr zahraničí Dominikánské republiky odhadl počet mrtvých na 17 000, dominikánský historik Bernardo Vega až na 35 000.